# Ikongwe
Ikongwe est une ville du Botswana.